# Tomas Vaitkus
Tomas Vaitkus, né le 4 février 1982 à Klaipėda, est un coureur cycliste lituanien. Outre ses titres nationaux, il obtient sa plus belle victoire sur les routes du Tour d'Italie 2006.

## Biographie
En 2000, Tomas Vaitkus est Champion du monde de poursuite par équipes juniors, avec Vytautas Kaupas, Sergejus Apionkinas et Simas Raguockas.
En 2001, il participe aux championnats du monde à Lisbonne au Portugal. Il y prend la 24e place du contre-la-montre des moins de 23 ans et abandonne lors de la course en ligne de cette catégorie. Il y participe de nouveau l'année suivante, à Zolder en Belgique. Il y remporte le titre de champion du monde du contre-la-montre espoirs.
Tomas Vaitkus devient coureur professionnel en 2003 dans l'équipe belge Landbouwkrediet-Colnago. Il remporte le championnat de Lituanie sur route en 2003 et 2004 et du contre-la-montre en 2004. En 2005, il rejoint l'équipe française AG2R Prévoyance. Il gagne avec elle une étape du Tour d'Italie 2006. 
En 2007, il est recruté par l'équipe Discovery Channel, qui disparait en fin d'année. En 2008, il suit plusieurs coureurs et l'encadrement de cette équipe dans la formation Astana. Il est à nouveau champion de Lituanie sur route. En 2010, il court dans la nouvelle équipe Team RadioShack, créée autour de Lance Armstrong, avec Johan Bruyneel évincé d'Astana. En 2011, Tomas Vaitkus revient chez Astana.
Après une saison décevante, il doit mettre un terme à sa carrière professionnelle, à la fin de l'année 2013. Arrivé chez GreenEDGE en 2012, il entre en conflit avec un des directeurs sportifs, au début de l'année suivante. Dès lors, selon ses allégations, les responsables de son équipe ne veulent plus de lui. Ils ne lui proposent pas de calendrier de courses défini, l'empêchant de s'entraîner correctement. Tomas Vaitkus n'est aligné que dans des courses mineures ou comme dernier homme, lorsqu’un coéquipier manque à l'appel. Ainsi il ne dispute que quarante-quatre jours de course, dont seulement quatre en World Tour. Vaitkus demande l'appui de sa fédération pour compléter son programme et rester compétitif. Ce qui lui permet de remporter la dernière étape du Tour d'Azerbaïdjan et de s'adjuger son cinquième titre national. Il devient même champion de Lituanie de VTT. Après avoir tenté de retrouver une équipe, la situation économique ne lui a pas permis d'intégrer une nouvelle formation. Même si Tomas Vaitkus se voit rester dans le monde du cyclisme, il est tenté par une reconversion dans le sport automobile.
Près de deux ans après, il signe avec l'équipe continentale lettone Rietumu-Delfin, début septembre 2015. Il prend ensuite part au Tour de Chine où il fait plusieurs places d'honneur.

## Palmarès sur route et classements mondiaux

### Palmarès
| - 2000 - 5e étape de la Coupe du Président de la Ville de Grudziadz - 2001 - 3e étape du Triptyque des Barrages - 3e du Triptyque des Barrages - 2002 - Champion du monde du contre-la-montre espoirs - Targa Crocifisso - Chrono champenois - 2e étape du Transalsace International - Grand Prix des Nations espoirs - 2003 - Champion de Lituanie du contre-la-montre - 5e étape du Tour du Danemark - 2e du championnat de Lituanie sur route - 2e du Grand Prix Erik Breukink - 2004 - Champion de Lituanie sur route - Champion de Lituanie du contre-la-montre - 5e étape du Tour du Danemark - 3e du Circuit du Pays de Waes - 2005 - SEB Eesti Ühispank Tartu GP - 2e du championnat de Lituanie du contre-la-montre - 2e du Grand Prix de l'Escaut - 2006 - 9e étape du Tour d'Italie | - 2007 - 3e du Tour de l'Algarve - 6e du Tour de Flandres - 2008 - Champion de Lituanie sur route - 2e étape du Tour de l'Algarve - Tour du Groene Hart - 2e du championnat de Lituanie du contre-la-montre - 2e du Trofeo Calvia - 2012 - 1re étape de Tirreno-Adriatico (contre-la-montre par équipes) - 2013 - Champion de Lituanie sur route - 5e étape du Tour d'Azerbaïdjan - 2016 - 1re étape du Tour international d'Oranie - Grand Prix d'Oran - 1re et 4e étapes du Tour international de Sétif - Classement général du Tour international de Constantine - 2e étape du Grand Prix Jornal de Notícias - 2e du championnat de Lituanie sur route - 3e du Tour international d'Oranie - 3e du Tour international de Sétif |  |

### Résultats sur les grands tours

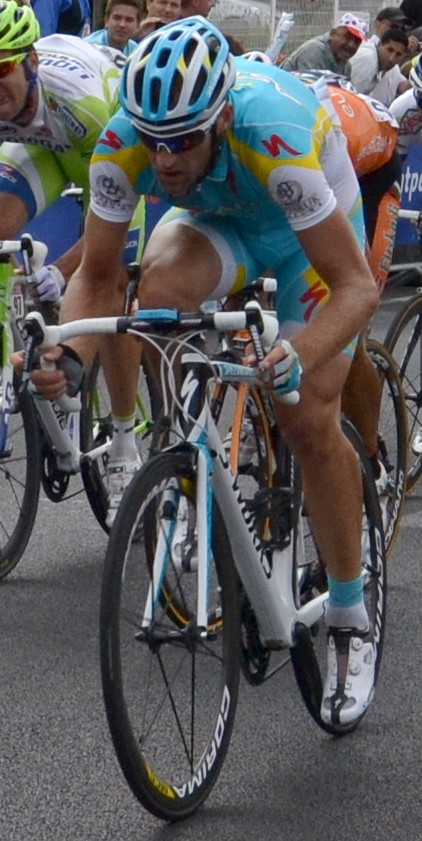
Tomas Vaitkus lors de l'arrivée de la du Tour de France 2011.

#### Tour de France
2 participations
- 2007 : abandon sur blessure (3e étape)
- 2011 : 140e

#### Tour d'Italie
3 participations
- 2004 : abandon (10e étape)
- 2006 : abandon (13e étape), vainqueur de la 9e étape
- 2012 : abandon (17e étape)

#### Tour d'Espagne
1 participation
- 2008 : 95e

### Classements mondiaux
| Année              | 2005 | 2006 | 2007 | 2008 | 2009 | 2010 | 2011 | 2012 | 2013 | 2014 | 2015 | 2016 |
| ------------------ | ---- | ---- | ---- | ---- | ---- | ---- | ---- | ---- | ---- | ---- | ---- | ---- |
| Classement ProTour |      | 124e | 81e  |      |      |      |      |      |      |      |      |      |
| UCI World Tour     |      |      |      |      |      |      | 195e | 202e | nc   |      |      |      |
| UCI Africa Tour    |      |      |      |      |      |      |      |      |      |      |      | 4e   |
| UCI Europe Tour    | 15e  |      |      |      |      |      |      |      |      |      |      |      |

## Palmarès sur piste

### Jeux olympiques
- Athènes 2004
  - 8e de la poursuite par équipes[12] (éliminé au premier tour[13]).
  - Abandon dans la course aux points[14].

### Championnats du monde juniors
- 1999
  -  Médaillé de bronze de la course aux points juniors
- 2000
  -  Champion du monde de poursuite par équipes juniors (avec Vytautas Kaupas, Sergejus Apionkinas et Simas Raguockas)
  -  Médaillé d'argent de la poursuite juniors

### Coupe du monde
- 2002
  - Classement général de la poursuite
  - 1er de la poursuite à Cali
- 2004
  - 1er de la poursuite par équipes à Moscou (avec Aivaras Baranauskas, Raimondas Vilčinskas et Linas Balčiūnas)

### Championnats d'Europe
| Juniors et Espoirs - Brno 2001 - Médaillé d'argent de la poursuite individuelle espoirs - Médaillé de bronze de la poursuite par équipes espoirs | Élites - 2005 - Médaillé d'argent de l'omnium |